# 프리모 앤드 에피코

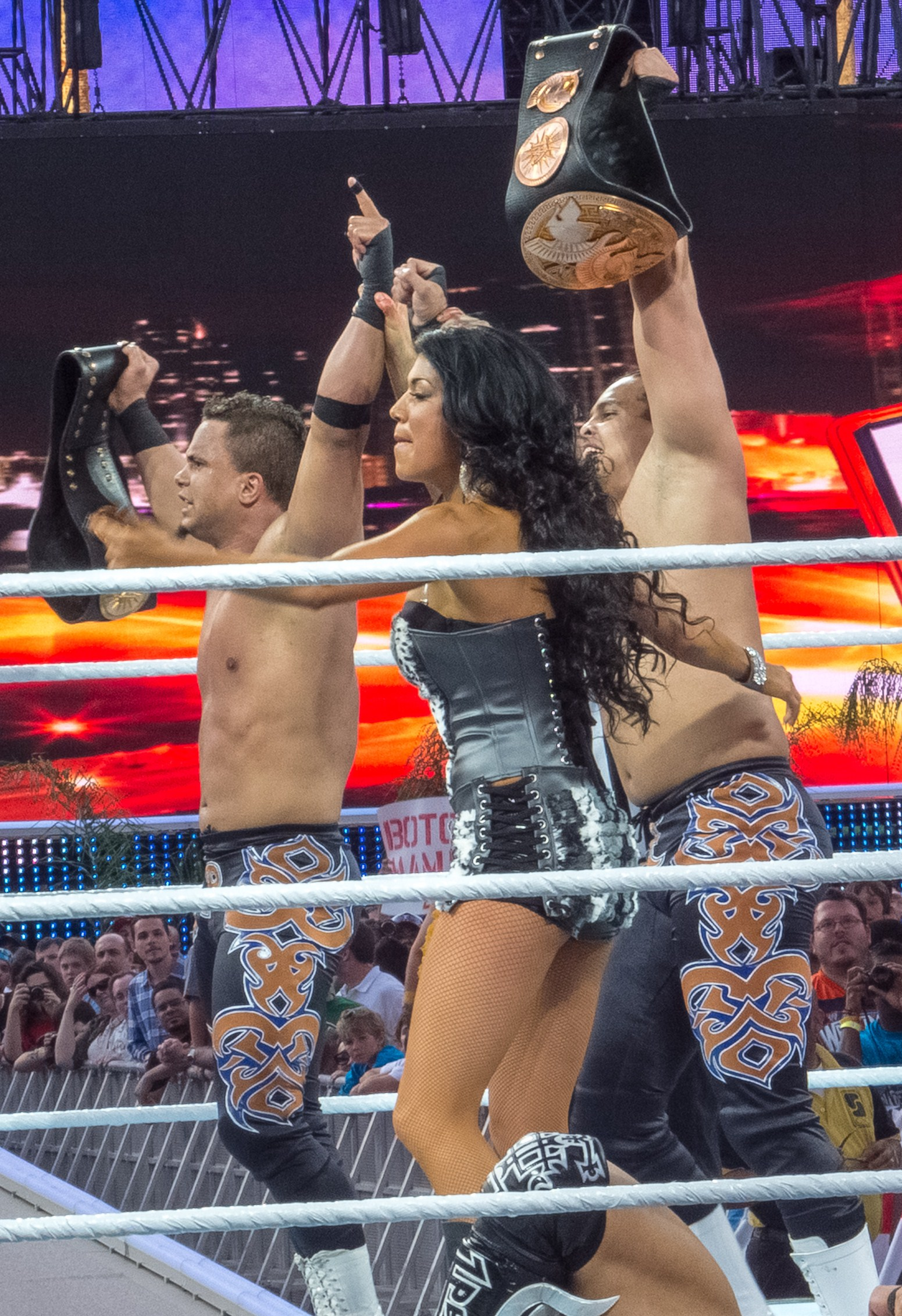

프리모 앤드 에피코(Primo and Epico)는 WWE RAW에서 활동하고 있는 태그팀이다. 에피코, 프리모의 2인조로 구성되어 있다. 2016년 12월 27일 RAW에서 브라운 스트로우먼에게 구타를 당했다. 현재 4월 11일을 기준으로 스맥다운에 드래프트되었으며 쉐이크 업된것은 난입이다.

## 수상
- WWE RAW 태그팀 챔피언 2회
- WWE 월드 태그팀 챔피언 1회(프리모, 칼리토)